# Mundell Lowe
James Mundell Lowe (21 de abril de 1922 a 2 de dezembro de 2017), foi um guitarrista americano de jazz que trabalhou frequentemente em rádio, televisão, cinema, e como músico de sessão.
Produziu trilhas sonoras para cinema e TV na década de 1970, como a trilha sonora de Billy Jack e a música para Starsky and Hutch, também trabalhando com o Trio de André Previn na década de 1990.

## Carreira
Filho de um pastor batista, Lowe cresceu em uma fazenda em Shady Grove, Mississippi, perto de Laurel. Ele começou a tocar violão aos oito anos, com seu pai e irmã atuando como seus primeiros professores. Aos 13 anos, começou a fugir de casa para tocar em bandas. Ocasionalmente, seu pai o encontrava, o trazia para casa, e o avisava sobre os perigos do uísque. Aos dezesseis anos, Lowe trabalhou em Nashville no programa de rádio Grand Ole Opry. Ele era um membro da orquestra Jan Savitt antes de servir nas forças armadas durante a Segunda Guerra Mundial.
No treinamento básico, ele se tornou amigo de John Hammond, que organizava Jam sessions nos finais de semana. Ele se apresentou em uma banda de dança do Exército enquanto em Guadalcanal. Após sua alta, ele ligou para Hammond, procurando trabalho, e Hammond o enviou para Ray McKinley. Ele passou dois anos com a big band de McKinley em Nova York. Ele se juntou à orquestra Benny Goodman, depois trabalhou intermitentemente nos próximos anos no Café Society e outros clubes em Nova York.
Em 1950, ele foi contratado pela NBC como músico da equipe. Ele e Ed Shaughnessy foram membros da banda Today Show por mais de dez anos. Lowe atuou em um episódio do programa de televisão Armstrong Circle Theatre que incluiu Walter Matthau e música ao vivo de Doc Severinsen.
Nos fins de semana ele tocava jazz, às vezes obtendo permissão da NBC para sair por períodos de seis meses. No mundo do jazz tocou com Jimmy Dorsey e Tommy Dorsey, Bill Evans, Billie Holiday, Red Norvo, Charles Mingus, Charlie Parker, Sauter-Finegan Orchestra e Lester Young. Ele compôs e fez arranjos para a NBC. Ele foi responsável por apresentar o pianista Bill Evans ao produtor musical Orrin Keepnews, resultando nas primeiras gravações de Evans como líder.
Em 1965 mudou-se para Los Angeles e trabalhou para a NBC como guitarrista, compositor e arranjador. Ele escreveu músicas para os programas de TV Hawaii Five-O, Starsky & Hutch e The Wild Wild West, e os filmes Satan in High Heels (1962), A Time for Killing (1967), Billy Jack (1971), Everything You Always Wanted to Know About Sex* (*But Were Afraid to Ask) (1972), Sidewinder 1 (1977) e Tarantulas: The Deadly Cargo (1977). Gravou com Carmen McRae e Sarah Vaughan. Durante a década de 1980, trabalhou com André Previn, Tete Montoliu e The Great Guitars. Foi professor no Guitar Institute of Technology e na Grove School of Music. Por vários anos, foi diretor musical do Monterey Jazz Festival.
Durante sua carreira, trabalhou com Benny Carter, Miles Davis, Ella Fitzgerald, Johnny Hodges, Rahsaan Roland Kirk, Lee Konitz, Peggy Lee, Fats Navarro, Shirley Scott, Dinah Washington e Ben Webster. Nas últimas décadas de sua vida colaborou muitas vezes com a flautista Holly Hoffman. Aos 93 anos, lançou o álbum Poor Butterfly.
Lowe foi casado com a cantora Betty Bennett, sua terceira esposa, por 42 anos. Em seus últimos anos, o casal morou em San Diego. Ele morreu em 2 de dezembro de 2017, aos 95 anos.

## Discografia

### Como líder
- The Mundell Lowe Quartet (Riverside, 1955)
- Guitar Moods (Riverside, 1956)
- New Music of Alec Wilder (Riverside, 1956)
- A Grand Night for Swinging (Riverside, 1957)
- Porgy &amp; Bess (RCA Camden, 1959)
- TV Action Jazz! (RCA Camden, 1959)
- Themes from Mr. Lucky, The Untouchables and Other TV Action Jazz (RCA Camden, 1960)
- Satan in High Heels (Charlie Parker, 1961)/Blues for a Stripper (Charlie Parker, 1962)
- California Guitar (Famous Door, 1973)
- Guitar Player (Dobre, 1977)
- Sweet 'n' Lovely 1 (Fresh Sound, 1991)
- Sweet 'n' Lovely 2 (Fresh Sound, 1991)

### Como ajudante
Com Ruby Braff
- Holiday in Braff (Bethlehem, 1955)
- Easy Now (RCA Victor, 1959)
- You're Getting to Be a Habit with Me (Stere-o-Craft, 1959)

Com Chris Connor
- Chris Connor Sings the George Gershwin Almanac of Song (Atlantic, 1957)
- I Miss You So (Atlantic, 1957)
- Chris Craft (Atlantic, 1958)
- Witchcraft (Atlantic, 1959)
- At the Village Gate (FM, 1963)

Com Carmen McRae
- Carmen McRae (Bethlehem, 1954)
- Blue Moon (Decca, 1956)
- Birds of a Feather (Decca, 1958)
- Carmen McRae Sings Lover Man and Other Billie Holiday Classics (Philips, 1962)

Com André Previn
- Uptown (Telarc, 1990)
- Old Friends (Telarc, 1992)
- What Headphones? (Angel, 1993)
- André Previn and Friends Play Show Boat (Deutsche Grammophon, 1995)
- Jazz at the Musikverein (Verve 1997)

Com Felicia Sanders
- That Certain Feeling (Decca, 1958)
- I Wish You Love (Time, 1960)
- Felicia Sanders (Time, 1964)

Com Tony Scott
- Both Sides of Tony Scott (RCA Victor, 1956)
- The Touch of Tony Scott (RCA Victor, 1956)
- Gypsy (Fresh Sound, 1987)

Com outros
- Steve Allen, …and All That Jazz (Dot, 1959)
- Steve Allen, Steve Allen at the Roundtable (Roulette, 1959)
- Louie Bellson, Louie Rides Again! (Percussion Power, 1974)
- Betty Bennett, The Song Is You (Fresh Sound, 1992)
- Tony Bennett, My Heart Sings (Columbia, 1961)
- Tony Bennett, Who Can I Turn To (CBS, 1965)
- Bill Berry, Shortcake (Concord Jazz, 1994)
- Will Bradley & Johnny Guarnieri, Big Band Boogie (RCA 1974)
- Les Brown, Digital Swing (Fantasy, 1987)
- Ruth Brown, Late Date with Ruth Brown (Atlantic, 1959)
- Benny Carter, Live and Well in Japan! (Pablo, 1978)
- Benny Carter, Elegy in Blue (MusicMasters, 1994)
- Russ Case, Dances Wild (Vik, 1957)
- Cher, Bittersweet White Light (MCA, 1973)
- Al Cohn, Son of Drum Suite (RCA Victor, 1961)
- Betty Comden, Richard Lewine, Remember These (Ava, 1963)
- Randy Crawford, Everything Must Change (Warner Bros., 1976)
- Jackie Davis, Most Happy Hammond (Capitol, 1958)
- Wild Bill Davis & Johnny Hodges, Con-Soul and Sax (RCA Victor, 1965)
- Wild Bill Davis, Free Frantic and Funky (RCA Victor, 1965)
- Sammy Davis Jr., Mood to Be Wooed (Decca, 1958)
- Sammy Davis Jr., Try a Little Tenderness (Decca, 1965)
- Blossom Dearie, Once Upon a Summertime (Verve, 1958)
- Don Elliott, Music for the Sensational Sixties (Design, 1958)
- Don Elliott, Counterpoint for Six Valves (Riverside, 1959)
- Ella Fitzgerald, Rhythm Is My Business (Verve, 1962)
- Jimmy Forrest, Soul Street (New Jazz, 1964)
- Benny Goodman, The New Benny Goodman Sextet (Philips, 1954)
- Marty Gold, Swingin' West (RCA Victor, 1960)
- Eydie Gorme, Blame It On the Bossa Nova (Columbia, 1963)
- Johnny Guarnieri, The Duke Again (Coral, 1957)
- Donna Hightower, Take One! (Capitol, 1959)
- Johnny Hodges & Wild Bill Davis, Blue Rabbit (Verve, 1964)
- Kenyon Hopkins & Creed Taylor, The Sound of New York (ABC-Paramount, 1959)
- Quincy Jones, Quincy Jones Explores the Music of Henry Mancini (Mercury, 1964)
- Deane Kincaide, The Solid South (Everest, 1959)
- Morgana King, With a Taste of Honey (Mainstream, 1964)
- Al Klink, Progressive Jazz (Grand Award, 1956)
- Barry Manilow, 2:00 AM Paradise Cafe (Arista, 1984)
- Herbie Mann, Herbie Mann Plays The Roar of the Greasepaint – The Smell of the Crowd  (Atlantic, 1965)
- Marty Manning, The Twilight Zone (Columbia, 1961)
- Ray McKinley's Orchestra Arr. by Eddie Sauter, Borderline (Savoy, 1955)
- Helen Merrill, American Country Songs (Atco, 1959)
- Hugo Montenegro, Bongos and Brass (Time, 1960)
- Joe Mooney, The Happiness of Joe Mooney (Columbia, 1965)
- Charlie Parker, Parker Plus Strings (Charlie Parker, 1983)
- Michael Parks, You Don't Know Me (First American, 1981)
- Arthur Prysock, Arthur Prysock Sings Only for You (Old Town, 1962)
- Johnnie Ray, Til Morning (Columbia, 1958)
- Chita Rivera, And Now I Sing! (Seeco, 1961)
- Spike Robinson, Reminiscin (Capri, 1992)
- Sauter-Finegan Orchestra, Straight Down the Middle (RCA Victor, 1958)
- Lalo Schifrin, New Fantasy (Verve, 1964)
- Jimmy Scott, Very Truly Yours (Savoy, 1984)
- Shirley Scott, For Members Only (Impulse! 1964)
- Jack Sheldon, Singular (Beez 1980)
- Jack Sheldon, Playin' It Straight (M&K, 1981)
- Hymie Shertzer, All the King's Saxes (Disneyland 1958)
- George Siravo, Seductive Strings by Siravo (Time, 1961)
- Rex Stewart & Peanuts Hucko, Dedicated Jazz (Jazztone, 1956)
- Ted Straeter, Ted Straeter's New York (Atlantic, 1955)
- Creed Taylor, Shock Music in Hi-Fi (ABC-Paramount, 1958)
- Creed Taylor, Ping Pang Pong the Swinging Ball (ABC-Paramount, 1960)
- Kiri Te Kanawa, Kiri Sidetracks (Philips, 1992)
- Cal Tjader, Gozame! Pero Ya… (Concord Jazz Picante 1980)
- Sarah Vaughan, Sarah Vaughan in Hi-Fi (Columbia, 1955)
- Sarah Vaughan, After Hours (Roulette, 1961)
- Patty Weaver, Feelings (RE/SE, 1976)
- Patty Weaver, Patty Weaver Sings “As Time Goes By” (RE/SE, 1976)
- Ben Webster, The Soul of Ben Webster (Verve, 1960)
- Lee Wiley, A Touch of the Blues (RCA Victor, 1958)